# Lilla Hallesjön, Västergötland
Lilla Hallesjön är en sjö i Bollebygds kommun i Västergötland och ingår i Göta älvs huvudavrinningsområde. Sjön är 12,5 meter djup, har en yta på 0,016 kvadratkilometer och är belägen 157 meter över havet.